# Jiří Hudler
Pour les articles homonymes, voir Hudler.
Jiří Hudler (né le 4 janvier 1984 à Olomouc en Tchécoslovaquie, aujourd'hui ville de République tchèque) est un joueur professionnel tchèque de hockey sur glace.

## Carrière

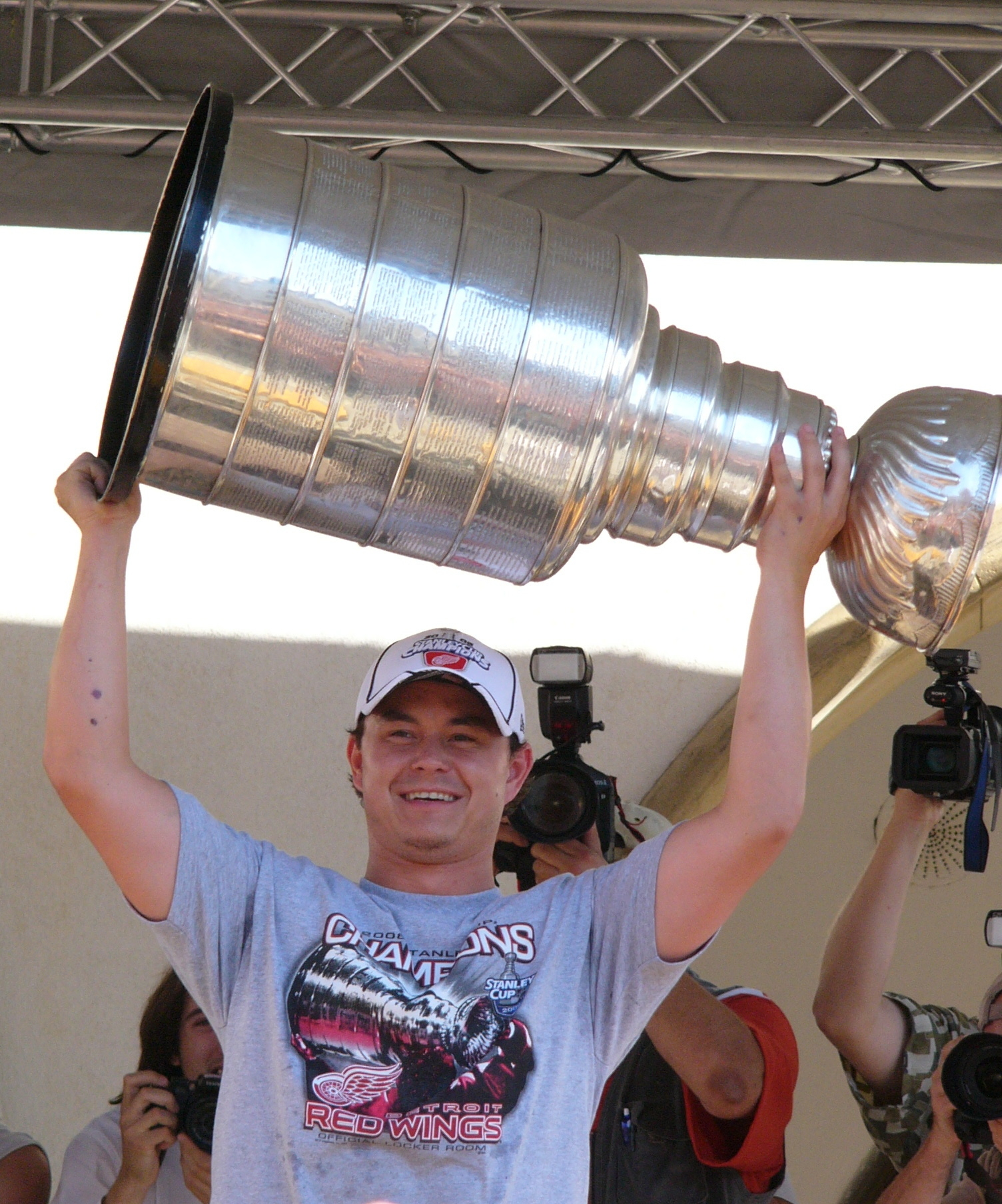
Jiří Hudler avec la Coupe Stanley lors de l'été 2008 dans son pays

Choisi en 58e position de la draft 2002 par les Red Wings, Hudler commença sa carrière chez lui en République tchèque dans le club de HC Vsetín en Extraliga avant de rejoindre Détroit en 2003 et son équipe affiliée, les Griffins de Grand Rapids en Ligue américaine de hockey où il détient le record de passes décisives en une saison (60).
De plus en plus utilisé avec l'équipe première lors de la saison 2006-2007, il remporte la Coupe Stanley en 2007-2008 avec les Red Wings.
Le 8 juillet 2009, il signe une entente d'un an avec le HK Dinamo Moscou de la Ligue continentale de hockey, contrat aujourd'hui critiqué par les Red Wings de Détroit et la Ligue nationale. Il revient dès la saison suivante avec les Red Wings après avoir été libéré par le Dinamo Moscou au terme de la saison 2009-10.
Il est le vainqueur du trophée Lady Byng après la saison 2014-2015, remis au joueur considéré comme ayant le meilleur esprit sportif tout en conservant des performances remarquables.
Le 27 février 2016, les Flames de Calgary l'échangent aux Panthers de la Floride en retour des choix de deuxième ronde au repêchage de 2016 et de quatrième ronde à celui de 2018.

## Statistiques
| Saison     | Équipe                   | Ligue      |     | Saison régulière | Saison régulière | Saison régulière | Saison régulière | Saison régulière |    | Séries éliminatoires | Séries éliminatoires | Séries éliminatoires | Séries éliminatoires | Séries éliminatoires |
| Saison     | Équipe                   | Ligue      | PJ  | B                | A                | Pts              | Pun              | PJ               | B  | A                    | Pts                  | Pun                  |                      |                      |
| 1999-2000  | HC Vsetín                | Extraliga  | 2   | 0                | 1                | 1                | 0                | -                | -  | -                    | -                    | -                    |                      |                      |
| 2000-2001  | HC Vsetín                | Extraliga  | 22  | 1                | 4                | 5                | 10               | -                | -  | -                    | -                    | -                    |                      |                      |
| 2000-2001  | HC Havířov               | Extraliga  | 15  | 5                | 1                | 6                | 12               | -                | -  | -                    | -                    | -                    |                      |                      |
| 2001-2002  | HC Vsetín                | Extraliga  | 46  | 15               | 31               | 46               | 54               | -                | -  | -                    | -                    | -                    |                      |                      |
| 2002-2003  | Ak Bars Kazan            | Superliga  | 11  | 1                | 5                | 6                | 12               | 1                | 0  | 0                    | 0                    | 0                    |                      |                      |
| 2002-2003  | HC Vsetín                | Extraliga  | 30  | 19               | 27               | 46               | 22               | -                | -  | -                    | -                    | -                    |                      |                      |
| 2003-2004  | Red Wings de Détroit     | LNH        | 12  | 1                | 2                | 3                | 10               | -                | -  | -                    | -                    | -                    |                      |                      |
| 2003-2004  | Griffins de Grand Rapids | LAH        | 57  | 17               | 32               | 49               | 46               | 4                | 1  | 5                    | 6                    | 2                    |                      |                      |
| 2004-2005  | Griffins de Grand Rapids | LAH        | 52  | 12               | 22               | 34               | 10               | -                | -  | -                    | -                    | -                    |                      |                      |
| 2004-2005  | HC Vsetín                | Extraliga  | 7   | 5                | 2                | 7                | 10               | -                | -  | -                    | -                    | -                    |                      |                      |
| 2005-2006  | Griffins de Grand Rapids | LAH        | 76  | 36               | 60               | 96               | 56               | 16               | 6  | 16                   | 22                   | 20                   |                      |                      |
| 2005-2006  | Red Wings de Détroit     | LNH        | 4   | 0                | 0                | 0                | 2                | -                | -  | -                    | -                    | -                    |                      |                      |
| 2006-2007  | Red Wings de Détroit     | LNH        | 76  | 15               | 10               | 25               | 36               | 6                | 0  | 2                    | 2                    | 4                    |                      |                      |
| 2007-2008  | Red Wings de Détroit     | LNH        | 81  | 13               | 29               | 42               | 26               | 22               | 5  | 9                    | 14                   | 14                   |                      |                      |
| 2008-2009  | Red Wings de Détroit     | LNH        | 82  | 23               | 34               | 57               | 16               | 23               | 4  | 8                    | 12                   | 6                    |                      |                      |
| 2009-2010  | HK Dinamo Moscou         | KHL        | 54  | 19               | 35               | 54               | 18               | 4                | 0  | 1                    | 1                    | 4                    |                      |                      |
| 2010-2011  | Red Wings de Détroit     | LNH        | 73  | 10               | 27               | 37               | 28               | 10               | 1  | 2                    | 3                    | 6                    |                      |                      |
| 2011-2012  | Red Wings de Détroit     | LNH        | 81  | 25               | 25               | 50               | 42               | 5                | 2  | 0                    | 2                    | 4                    |                      |                      |
| 2012-2013  | HC Lev Prague            | KHL        | 4   | 0                | 1                | 1                | 2                | -                | -  | -                    | -                    | -                    |                      |                      |
| 2012-2013  | HC Trinec                | Extraliga  | 4   | 3                | 2                | 5                | 4                | -                | -  | -                    | -                    | -                    |                      |                      |
| 2012-2013  | Flames de Calgary        | LNH        | 42  | 10               | 17               | 27               | 22               | -                | -  | -                    | -                    | -                    |                      |                      |
| 2013-2014  | Flames de Calgary        | LNH        | 75  | 17               | 37               | 54               | 16               | -                | -  | -                    | -                    | -                    |                      |                      |
| 2014-2015  | Flames de Calgary        | LNH        | 78  | 31               | 45               | 76               | 14               | 11               | 4  | 4                    | 8                    | 2                    |                      |                      |
| 2015-2016  | Flames de Calgary        | LNH        | 53  | 10               | 25               | 35               | 17               | -                | -  | -                    | -                    | -                    |                      |                      |
| 2015-2016  | Panthers de la Floride   | LNH        | 19  | 6                | 5                | 11               | 10               | 6                | 0  | 1                    | 1                    | 4                    |                      |                      |
| 2016-2017  | Stars de Dallas          | LNH        | 32  | 3                | 8                | 11               | 4                | -                | -  | -                    | -                    | -                    |                      |                      |
| Totaux LNH | Totaux LNH               | Totaux LNH | 708 | 164              | 264              | 428              | 243              | 83               | 16 | 26                   | 42                   | 40                   |                      |                      |

## Trophées et honneurs personnels
- Kontinentalnaïa Hokkeïnaïa Liga
  - 2010 : participe avec l'équipe Jágr au deuxième Match des étoiles.
  - 2009-2010 : auteur du but le plus rapide (12 secondes).